# Anastácia (esposa de Constantino IV)
Anastácia (em latim: Anastasia; c. 650 - 711) foi uma imperatriz-consorte bizantina, esposa do imperador Constantino IV Pogonato.

## Imperatriz
Anastácia aparece pela primeira vez no registro histórico quando seu marido ascendeu ao trono em 668. Em 15 de setembro, o sogro dela, Constante II, foi assassinado em sua banheira por um camareiro. Ele já morava havia algum tempo em Siracusa, na Sicília, e deixou o filho em Constantinopla.
Anastácia se tornou a imperatriz-consorte sênior quando as notícias do assassinato chegaram à corte. Estima-se que o nascimento de seu primeiro filho varão, Justiniano II, tenha ocorrido entre 668 e 669 com base nos relatos de Teófanes, o Confessor, e do patriarca Nicéforo I. Uma referência em Sobre a Administração Imperial, de Constantino VII, informa que ele teria nascido em Chipre.
Um outro filho, chamado Heráclio, aparece no Liber Pontificalis, na entrada sobre o papa Bento II (r. 26 de junho 684–8 de maio de 685), que menciona que o papa teria recebido um cacho dos cabelos dos irmãos Justiniano e Heráclio, presumivelmente como um gesto de boa vontade ao pai dos dois.
Constantino IV morreu de disenteria em setembro de 685.

## Últimos anos
Justiniano ascendeu ao trono e se mostraria um governante impiedoso. Precisando de fundos para seus projetos arquitetônicos, ele autorizou Estêvão, o Persa, seu logóteta geral ("ministro das finanças"), a consegui-los de qualquer maneira. Tanto Teófanes quanto Nicéforo alegam que Estêvão teria castigado e torturado em sua busca por dinheiro.
Teófanes relata um incidente em 693-694 no qual Anastácia foi chicoteada por ordem de Estêvão, esclarecendo que Justiniano II estava ausente na época. O incidente parece indicar que havia uma animosidade entre a mãe do imperador e seu favorito.
O aumento excessivo dos impostos e os métodos utilizados para coletá-los tornaram Justiniano cada vez mais impopular junto à população. O imperador foi finalmente deposto num golpe de estado perpetrado por Leôncio em 695. O destino e a situação de Anastácia durante os curtos reinados de Leôncio (r. 956-998) e Tibério III (r. 698-705) são desconhecidos. Justiniano, com a ajuda de Tervel da Bulgária, conseguiu retomar o trono em 705 e reinaria novamente até 711.
O imperador morreu enfrentando uma nova revolta, desta vez comandada pelo estratego Vardanes, que assumiu o nome de Filípico. Justiniano foi capturado e rapidamente executado fora dos portões de Constantinopla em dezembro de 711. Anastácia aparece novamente tentando salvar a vida de seu neto de apenas seis anos de idade, o coimperador Tibério. Depois da morte de Justiniano, ela correu com o garoto para a Igreja de Santa Maria de Blaquerna e pediu santuário. Porém, os asseclas de Filípico a seguiram e, apesar das súplicas de Anastácia, Tibério foi arrastado para fora da igreja e executado, encerrando assim a linhagem de Heráclio.
Quanto tempo ela viveu depois da morte do filho e do neto, não se sabe. Leão Gramático menciona que ela foi enterrada na Igreja dos Santos Apóstolos juntamente com o marido.